# Festival cinematografico internazionale di Mosca 2002
La 24ª edizione del Festival cinematografico internazionale di Mosca si è svolta a Mosca dal 21 al 30 giugno 2002.
Il San Giorgio d'Oro fu assegnato al film italiano Resurrezione diretto da Paolo e Vittorio Taviani.

## Giuria
- Čyngyz Ajtmatov ( Kirghizistan - Presidente della Giuria)
- Fruit Chan ( Cina)
- Rakhshan Bani-E'temad ( Iran)
- Jessica Hausner ( Austria)
- Dominique Borg ( Francia)
- Jos Stelling ( Paesi Bassi)
- Randa Haines ( Stati Uniti)
- Karen Šachnazarov ( Russia)

## Film in competizione
| Film                                                      | Regista                  | Nazione                                    |
| --------------------------------------------------------- | ------------------------ | ------------------------------------------ |
| Aye zohaye zamin                                          | Vahid Mousaian           | Iran                                       |
| Blue                                                      | Hiroshi Ando             | Giappone                                   |
| Motivi cechoviani (Čechovskie motivy)                     | Kira Muratova            | Russia, Ucraina                            |
| Una lei tra di noi (En kort en lang)                      | Hella Joof               | Danimarca, Germania                        |
| Hengittämättä & nauramatta                                | Saara Saarela            | Finlandia                                  |
| Jedermanns fest                                           | Fritz Lehner             | Austria                                    |
| Karu süda                                                 | Arvo Iho                 | Estonia, Russia, Germania, Repubblica Ceca |
| Kukushka - Disertare non è reato                          | Aleksandr Rogožkin       | Russia                                     |
| O 7os ilios tou erota                                     | Vangelis Serdaris        | Grecia                                     |
| Odinočestvo krovi                                         | Roman Prygunov           | Russia                                     |
| Resurrezione                                              | Paolo e Vittorio Taviani | Italia, Francia                            |
| Supplemento (Suplement)                                   | Krzysztof Zanussi        | Polonia                                    |
| No Good Deed - Inganni svelati (The House on Turk Street) | Bob Rafelson             | USA, Canada, Germania                      |
| Uma Vida em Segredo                                       | Suzana Amaral            | Brasile                                    |
| Zatracení                                                 | Dan Svátek               | Repubblica Ceca                            |

## Premi
- San Giorgio d'Oro: Resurrezione, regia di Paolo e Vittorio Taviani
- San Giorgio d'Argento:
  - Miglior Regista: Aleksandr Rogožkin per Kukushka - Disertare non è reato
  - Miglior Attore: Ville Haapasalo per Kukushka - Disertare non è reato
  - Miglior Attrice: Mikako Ichikawa per Blue
- Premio Speciale della Giuria: Aye zohaye zamin, regia di Vahid Mousaian
- Premio Stanislavskij: Harvey Keitel
- Premio FIPRESCI: Kukushka - Disertare non è reato, regia di Aleksandr Rogožkin
- Menzione Speciale FIPRESCI: Supplemento, regia di Krzysztof Zanussi